# موش چینچیلای سیرا دل تونتال
 موش چینچیلای سیرا دل تونتال (نام علمی: Abrocoma shistacea) نام یک گونه از سرده موش چینچیلا است.